# Мака Кум, Клод
Клод Эрнест Дезире Мака Кум (фр. Claude Ernest Désiré Koum Maka; кирг. Клод Эрнест Дезире Мака Кум; 16 мая 1985 года, Лимбе, Камерун) — камерунский и киргизский футболист, полузащитник клуба первой лиги Швейцарии «Эшалленс». В 2012—2014 годах выступал за национальную сборную Кыргызстана.
На родине в Камеруне играл за «Бест Старз де Лимбе». В 2007—2009 годах выступал за киргизское «Дордой-Динамо». 2010 год провёл в Молдавии, играя за «Дачию» и «Гагаузию-Огузспорт». После этого с 2011 по 2013 год с перерывом снова выступал за «Дордой». В 2013 году играл за литовскую «Дайнаву», а также за белорусский «Днепр», в 2014 году числился в оманском клубе «Сахам».
В 2012—2014 годах выступал за национальную сборную Кыргызстана. Сыграл 13 матчей.